# Leichtathletik-Weltmeisterschaften 2009/Teilnehmer (Zentralafrikanische Republik)
| Gelbes Symbol für Goldmedaillen mit stilisierten Olympischen Ringen | Graues Symbol für Silbermedaillen mit stilisierten Olympischen Ringen | Braundes Symbol für Bronzemedaillen mit stilisierten Olympischen Ringen |
| ------------------------------------------------------------------- | --------------------------------------------------------------------- | ----------------------------------------------------------------------- |
| —                                                                   | —                                                                     | —                                                                       |

Der Leichtathletik-Verband der Zentralafrikanischen Republik stellte zwei Athleten bei den Leichtathletik-Weltmeisterschaften 2009 in Berlin.

## Ergebnisse

### Männer

#### Laufdisziplinen
| Athlet                | Disziplin | Vorlauf | Vorlauf | Viertelfinale      | Viertelfinale      | Halbfinale         | Halbfinale         | Finale             | Finale             |
| Athlet                | Disziplin | Zeit    | Platz   | Zeit               | Platz              | Zeit               | Platz              | Zeit               | Platz              |
| --------------------- | --------- | ------- | ------- | ------------------ | ------------------ | ------------------ | ------------------ | ------------------ | ------------------ |
| Béranger-Aymard Bossé | 100 m     | 10,55 s | 55      | nicht qualifiziert | nicht qualifiziert | nicht qualifiziert | nicht qualifiziert | nicht qualifiziert | nicht qualifiziert |

### Frauen

#### Laufdisziplinen
| Athletin                | Disziplin | Vorlauf | Vorlauf | Halbfinale | Halbfinale | Finale | Finale |
| Athletin                | Disziplin | Zeit    | Platz   | Zeit       | Platz      | Zeit   | Platz  |
| ----------------------- | --------- | ------- | ------- | ---------- | ---------- | ------ | ------ |
| Evodie Lydie Saramandji | 400 m     | DNS     | DNS     | –          | –          | –      | –      |